# Список глав правительства ДР Конго
Список глав правительства Демократической Республики Конго включает лиц, возглавлявших правительство страны с момента провозглашения в 1960 году независимой республики, пришедшей на смену бельгийской колонии в Центральной Африке, и глав сепаратистских и альтернативных государственных образований периода конголезского кризиса. В связи с наличием на политической карте мира Республики Конго принято при использовании краткого наименования различать две страны с названием Конго указывая их столицы (Браззавиль и Киншасу соответственно).
В настоящее время правительство страны возглавляет Премьер-министр (фр. Premier Ministre), чьё положение в системе государственной власти определяет конституция, обнародованная в 2006 году. Посвящённый правительству параграф II (статьи 90—95) устанавливает, что премьер-министра назначает президент и поручает ему сформировать состав кабинета министров. Премьер-министр председательствует на заседаниях правительства, координирует и контролирует его деятельность, распределяет полномочия между членами кабмина, следит за функционированием государственных служб, подписывает постановления правительства и приступает к их исполнению.
Использованная в первом столбце таблиц нумерация является условной; также условным является использование в первом столбце цветовой заливки, служащей для упрощения восприятия принадлежности лиц к различным политическим силам без необходимости обращения к столбцу, отражающему партийную принадлежность. Наряду с партийной принадлежностью, в столбце «Партия» также отражён беспартийный статус персоналий. Для удобства список разделён на принятые в историографии периоды истории страны. Приведённые в преамбулах к каждому из разделов описания этих периодов призваны пояснить особенности её политической жизни.

## Республика Конго (1960—1964)
30 июня 1960 года на фоне деколонизации Африки король бельгийцев Бодуэн провозгласил Бельгийское Конго суверенной Республикой Конго (фр. République du Congo). На заседании Национальной ассамблеи (нижней палаты парламента, сформированного 22 мая 1960 года), Президентом нового государства был избран лидер консервативной партии АБАКО Жозеф Касавубу, а премьер-министром — лидер получившей парламентское большинство фракции Национального движения Конго Патрис Лумумба.
С первых дней независимости Конго охватил продолжительный политический кризис, принявший форму гражданской войны и сепаратизма провинций. Его началом послужил вспыхнувший 5 июля мятеж Общественных сил (фр. Force Publique), являвшихся жандармерией и вооружёнными силами в колониальный период, с первоначальными требованиями африканизации офицерского состава, но переросший в массовое насилие над белым населением и его грабежи. С целью защиты гражданских лиц 9 июля Бельгией были высажены десанты, вступление её сил в столицу Леопольдвиль и другие крупные города было поддержано президентом Касавубу, но встретило сопротивление Конголезской национальной армии, созданной по приказу Лумумбы из Общественных сил. Бельгийские гарантии социальной инкорпорации для пожелавших вернуться в бывшую метрополию лиц европейского происхождения вызвали отъезд десятков тысяч работников государственного аппарата. Его дезорганизация, экономический и националистический сепаратизм провинций, традиционно стремящихся к широкой автономии, идеологические противоречия между сформировавших центральное правительство политических сил, иностранная поддержка которых отражала межблоковое противостояние периода холодной войны, привело к стремительному распаду государства. Крупнейшими государственными образованиями, возникшими в период кризиса на территории страны, стали Катанга (где сложилась президентская республика), Южное Касаи () и Свободная Республика Конго (). Активной стороной конголезского кризиса являлись международные силы (ONUC), созданные принятой 14 июля 1960 года после обращения президента и правительства страны резолюцией Совета Безопасности ООН 143 для оказания военной помощи для защиты её территории. После восстановления контроля общенациональным правительством 1 августа 1964 года была принята новая конституция, изменившая название страны на «Демократическую Республику Конго».
|        | Портрет | Имя (годы жизни)                                         | Полномочия       | Полномочия       | Партия                                     | Кабинет                         | Наименование должности                                                                          | Пр.           |
| Начало | Портрет | Имя (годы жизни)                                         | Окончание        |                  | Партия                                     | Кабинет                         | Наименование должности                                                                          | Пр.           |
| ------ | ------- | -------------------------------------------------------- | ---------------- | ---------------- | ------------------------------------------ | ------------------------------- | ----------------------------------------------------------------------------------------------- | ------------- |
| 1      |         | Патрис Лумумба (1925—1961) фр. Patrice Lumumba           | 30 июня 1960     | 5 сентября 1960  | Национальное движение Конго                | Лумумба                         | Премьер-министр фр. Premier Ministre                                                            | [ 11 ] [ 12 ] |
| 2 (I)  |         | Жозеф Илео (1921—1994) фр. Joseph Ileo                   | 5 сентября 1960  | 20 сентября 1960 | Национальное движение Конго                | Илео (I)                        | Премьер-министр фр. Premier Ministre                                                            | [ 13 ] [ 14 ] |
| 3      |         | Альбер Нделе Мбаму (1930—2023) фр. Albert Ndele Mbamu    | 20 сентября 1960 | 3 октября 1960   | Альянс народа баконго                      | Коллегия генеральных комиссаров | Председатель Коллегии генеральных комиссаров фр. Président du Collège des Commissaires généraux | [ 15 ] [ 16 ] |
| 4      |         | Жюстен Мари Бомбоко (1928—2014) фр. Justin Marie Bomboko | 4 октября 1960   | 9 февраля 1961   | Союз монго                                 | Коллегия генеральных комиссаров | Председатель Коллегии генеральных комиссаров фр. Président du Collège des Commissaires généraux | [ 17 ] [ 18 ] |
| 2 (II) |         | Жозеф Илео (1921—1994) фр. Joseph Ileo                   | 9 февраля 1961   | 2 августа 1961   | Национальное движение Конго                | Илео (II)                       | Премьер-министр фр. Premier Ministre                                                            | [ 13 ] [ 14 ] |
| 5      |         | Сирил Адула (1921—1978) фр. Cyrille Adoula               | 2 августа 1961   | 30 июня 1964     | беспартийный                               | Адула                           | Премьер-министр фр. Premier Ministre                                                            | [ 19 ] [ 20 ] |
| 6      |         | Моиз Капенда Чомбе (1919—1969) фр. Moïse Kapenda Tshombe | 10 июля 1964     | 1 августа 1964   | Конфедерация племенных объединений Катанги | Чомбе                           | Премьер-министр фр. Premier Ministre                                                            | [ 21 ] [ 22 ] |

### Южное Касаи (1960—1961)
Южное Касаи (фр. Sud-Kasaï) — непризнанное сепаратистское государственное образование, полунезависимое в период с 1960 по 1961 год. Формально оно декларировало автономный статус в составе Конго, но фактически обладало полным суверенитетом и находилось в вооружённом противостоянии с центральным правительством. Его создание было начато односторонним выделением 14 июня 1960 года из провинции Касаи территорий, преимущественно населённых народом луба (где была сосредоточена добыча алмазов), с созданием Горнодобывающей провинции (фр. Province minière), премьер-министром которой был избран Джозеф Нгалула. Альбер Калонджи, возглавляющий радикальную фракцию Национального движения Конго, оппозиционную фракции премьер-министра Конго Патриса Лумумбы, добился 9 августа оформления провинции как как Горнодобывающего государства Южное Касаи (фр. État Minier du Sud-Kasaï), сохранив за Нгалулой пост премьер-министра. Декларируя общеконголезский федерализм, Калонджи преобразовал возглавляемое государство 8 апреля 1861 года в Федеративное государство Южное Касаи (фр. État Fédéré du Sud-Kasaï), а затем 1 июня 1961 года — в Федеративное королевство Южное Касаи (фр. Royaume Fédéré du Sud-Kasaï), чему предшествовало провозглашение племенной знатью 12 апреля его отца мулопве (монархом). В тот же день титул был передан Калонджи, который отказался 16 апреля от статуса члена королевской семьи, но пожизненно сохранил титул и вскоре придал монархические черты государственной атрибутике. С провозглашением королевства пост премьер-министра был ликвидирован. К концу 1961 года после нескольких месяцев боёв войска конголезского правительства установили контроль над Южным Касаи и 30 декабря 1961 года арестовали Калонджи, объявив о реинтеграции провинции
|                | Портрет       | Имя (годы жизни)                                                 | Полномочия   | Полномочия | Партия                      | Выборы      | Наименование должности                                                              | Пр.           |
| Начало         | Портрет       | Имя (годы жизни)                                                 | Окончание    | | Партия                      | Выборы      | Наименование должности                                                              | Пр.           |
| -------------- | ------------- | ---------------------------------------------------------------- | ------------ | --- | --------------------------- | ----------- | ----------------------------------------------------------------------------------- | ------------- |
|                |               | Джозеф Нгалула Мпандаджила (1928—) фр. Joseph Ngalula Mpandajila | 14 июня 1960 | 9 августа 1960                                                                                                 | Национальное движение Конго | [ комм. 5 ] | Премьер-министр Горнодобывающего провинции фр. Premier ministre de Province minière | [ 24 ] [ 26 ] |
| 9 августа 1960 | 8 апреля 1961 | Джозеф Нгалула Мпандаджила (1928—) фр. Joseph Ngalula Mpandajila | [ комм. 6 ]  | Премьер-министр Горнодобывающего государства Южное Касаи фр. Premier ministre de l’État minier du Kasaï du Sud | Национальное движение Конго |             |                                                                                     | [ 24 ] [ 26 ] |
| 8 апреля 1961  | 1 июня 1961   | Джозеф Нгалула Мпандаджила (1928—) фр. Joseph Ngalula Mpandajila | [ комм. 8 ]  | Премьер-министр Федеративного государства Южное Касаи фр. Premier ministre de l’État fédéré du Kasaï du Sud    | Национальное движение Конго |             |                                                                                     | [ 24 ] [ 26 ] |

### Свободная Республика Конго (1960—1962)
Свободная Республика Конго (фр. République Libre du Congo) было недолговечным частично признанным правительством, функционировавшим в восточной части Конго, оспаривавшим у центрального правительства в Леопольдвиле право представлять страну в целом. После смещения 5 сентября 1960 года Патриса Лумумбы с поста премьер-министра занимавший в его правительстве пост вице-премьера Антуан Гизенга выехал в Стэнливиль, где 12 декабря объявил о создании новой законной власти Конго. К 20 февраля 1961 года Свободная Республика Конго была признана Объединённой Арабской Республикой, Ганой, Гвинеей, Временным правительством Алжира, Марокко, Советским Союзом, КНР, Монголией, Польшей, ГДР, Югославией, Албанией, Болгарией, Венгрией, Кубой и Ираком.
Делегаты обоих правительств 13 июня 1961 года встретились в Леопольдвиле при посредничестве ООН и подписали соглашение о проведении конференции для обсуждения будущего Конго. Ко 2 августа новое коалиционное правительство было сформировано, Гизенга был в него включён в качестве первого заместителя премьер-министра, однако остался в Стэнливиле, сделав 6 августа заявление о признании сформированного кабинета.
|        | Портрет | Имя (годы жизни)                               | Полномочия      | Полномочия     | Партия                      | Выборы       | Наименование должности               | Пр.           |
| Начало | Портрет | Имя (годы жизни)                               | Окончание       |                | Партия                      | Выборы       | Наименование должности               | Пр.           |
| ------ | ------- | ---------------------------------------------- | --------------- | -------------- | --------------------------- | ------------ | ------------------------------------ | ------------- |
|        |         | Антуан Гизенга (1925—2019) фр. Antoine Gizenga | 12 декабря 1960 | 5 августа 1961 | Национальное движение Конго | [ комм. 11 ] | Премьер-министр фр. Premier ministre | [ 30 ] [ 31 ] |

## Демократическая Республика Конго (1964—1971)
1 августа 1964 года была принята новая конституция, изменившая название страны на Демократическую Республику Конго (фр. République Démocratique du Congo). 25 ноября 1965 года в результате вооружённого переворота к власти пришёл Жозеф-Дезире Мобуту. Армейское командование запретило деятельность всех политических организаций и партий, провело ряд административных реформ, направленных на укрепление власти центрального правительства. В конце 1960-х годов Мобуту была принята доктрина т. н. «подлинного заирского национализма», в которой декларировалось экономическая самостоятельность страны. 27 октября 1971 года на совместном заседании правительства и Политбюро Народного движения революции было принято новое название страны — «Республика Заир».
| | Портрет | Имя (годы жизни)                                         | Полномочия      | Полномочия      | Партия                                     | Кабинет | Наименование должности               | Пр.           |
| Начало | Портрет | Имя (годы жизни)                                         | Окончание       |                 | Партия                                     | Кабинет | Наименование должности               | Пр.           |
| --- | ------- | -------------------------------------------------------- | --------------- | --------------- | ------------------------------------------ | ------- | ------------------------------------ | ------------- |
| (6) |         | Моиз Капенда Чомбе (1919—1969) фр. Moïse Kapenda Tshombe | 1 августа 1964  | 13 октября 1965 | Конфедерация племенных объединений Катанги | Чомбе   | Премьер-министр фр. Premier Ministre | [ 21 ] [ 22 ] |
| 7 |         | Эварист Кимба (1926—1966) фр. Évariste Kimba             | 13 октября 1965 | 14 ноября 1965  | Генеральная ассоциация балуба Катанги      | Кимба   | Премьер-министр фр. Premier Ministre | [ 32 ] [ 33 ] |
| 8 |         | Леонард Муламба (1928—1986) фр. Léonard Mulamba          | 25 ноября 1965  | 26 октября 1966 | военный                                    | Муламба | Премьер-министр фр. Premier Ministre | [ 34 ] [ 35 ] |
| С 26 октября 1966 года по 6 июля 1977 года — должность упразднена (правительство подчинено непосредственно президенту ДР Конго) |         |                                                          |                 |                 |                                            |         |                                      |               |

## Республика Заир (1971—1997)
29 октября 1971 года Национальное собрание утвердило новое название страны — Республика Заир (фр. République du Zaïre), в 1974 году оно было закреплено в новой конституции, кодифицировавшей однопартийную систему во главе с Народным движением революции (членами которой объявлялись все граждане страны по праву рождения) и закреплявшей статус мобутизма как государственной идеологии. Восстановление политического плюрализма было осуществлено президентом 24 апреля 1990 года.
В 1996 году из Руанды в восточные районы страны вторглись вооружённые отряды хуту, спровоцировавшие геноцидом местных тутси гражданскую войну. Против Мобуту выступил Альянс демократических сил за освобождение Конго-Заира (АДСОКЗ) во главе с Лораном-Дезире Кабилой. К восставшим также присоединились тутси, обвинившие правительство в попустительстве хуту. К весне 1997 года отряды АДСОКЗ продвинулись вглубь страны и 17 мая вошли в столицу Заира — Киншасу. Президент был свергнут, власть перешла к Кабиле, стране возвращено прежнее название — «Демократическая Республика Конго».
| | Портрет | Имя (годы жизни) | Полномочия | Полномочия | Партия | Наименование должности | Пр. |
| Начало | Портрет | Имя (годы жизни) | Окончание | | Партия | Наименование должности | Пр. |
| С 26 октября 1966 года по 6 июля 1977 года — должность упразднена (правительство подчинено непосредственно президенту ДР Конго) | С 26 октября 1966 года по 6 июля 1977 года — должность упразднена (правительство подчинено непосредственно президенту ДР Конго) | С 26 октября 1966 года по 6 июля 1977 года — должность упразднена (правительство подчинено непосредственно президенту ДР Конго) | С 26 октября 1966 года по 6 июля 1977 года — должность упразднена (правительство подчинено непосредственно президенту ДР Конго) | С 26 октября 1966 года по 6 июля 1977 года — должность упразднена (правительство подчинено непосредственно президенту ДР Конго) | С 26 октября 1966 года по 6 июля 1977 года — должность упразднена (правительство подчинено непосредственно президенту ДР Конго) | С 26 октября 1966 года по 6 июля 1977 года — должность упразднена (правительство подчинено непосредственно президенту ДР Конго) | С 26 октября 1966 года по 6 июля 1977 года — должность упразднена (правительство подчинено непосредственно президенту ДР Конго) |
| --- | --- | --- | --- | --- | --- | --- | --- |
| 9 | | Мпинга Касенда (1937—1994) фр. Mpinga Kasenga                                                                                   | 6 июля 1977 | 6 марта 1979 | Народное движение революции | Первый государственный комиссар фр. Premier commissaire d’État                                                                  | [ 34 ] [ 35 ] |
| 10 | | Бо-Болика Локонга Монсе Мигамбо (1934—2018) фр. Bo-Boliko Lokonga Monse Mihambo                                                 | 6 марта 1979 | 27 августа 1980 | Народное движение революции | Первый государственный комиссар фр. Premier commissaire d’État                                                                  | [ 34 ] [ 40 ] |
| 11 (I) | | Нгуза Карл-и-Бонд (1938—2003) фр. Nguza Karl-I-Bond                                                                             | 27 августа 1980 | 23 апреля 1981 | Народное движение революции | Первый государственный комиссар фр. Premier commissaire d’État                                                                  | [ 41 ] [ 42 ] |
| 12 | | Н’Синга Уджуу Онгвабеки Унтубе (1934—2021) фр. N’singa Udjuu Ongwabeki Untubu                                                   | 23 апреля 1981 | 5 ноября 1982 | Народное движение революции | Первый государственный комиссар фр. Premier commissaire d’État                                                                  | [ 43 ] [ 44 ] |
| 13 (I) | | Кенго ва Дондо (1935—) фр. Kengo wa Dondo                                                                                       | 5 ноября 1982 | 31 октября 1986 | Народное движение революции | Первый государственный комиссар фр. Premier commissaire d’État                                                                  | [ 43 ] [ 45 ] |
| С 31 октября 1986 года по 22 января 1987 года — должность вакантна                                                              | | | | | | | |
| 14 | | Маби Мулумба (1941—) фр. Mabi Mulumba                                                                                           | 22 января 1987 | 7 марта 1988 | Народное движение революции | Первый государственный комиссар фр. Premier commissaire d’État                                                                  | [ 43 ] [ 46 ] |
| 15 | | Самбва Пида Нбангуи (1940—1998) фр. Sambwa Pida Nbagui                                                                          | 7 марта 1988 | 26 ноября 1988 | Народное движение революции | Первый государственный комиссар фр. Premier commissaire d’État                                                                  | [ 43 ] [ 47 ] |
| 13 (II) | | Кенго ва Дондо (1935—) фр. Kengo wa Dondo                                                                                       | 26 ноября 1988 | 4 мая 1990 | Народное движение революции | Первый государственный комиссар фр. Premier commissaire d’État                                                                  | [ 43 ] [ 45 ] |
| 16 | | Лунда Булулу (1942—) фр. Lunda Bululu                                                                                           | 4 мая 1990 | 1 апреля 1991 | Народное движение революции | Премьер-министр фр. Premier Ministre                                                                                            | [ 43 ] [ 48 ] |
| 17 | | Мулумба Ликоджи (1943—1997) фр. Mulumba Lukoji                                                                                  | 1 апреля 1991 | 29 сентября 1991 | Народное движение революции | Премьер-министр фр. Premier Ministre                                                                                            | [ 43 ] [ 49 ] |
| 18 (I) | | Этьен Чисекеди ва Мулумбу (1932—2017) фр. Étienne Tshisekedi wa Mulumba                                                         | 29 сентября 1991 | 1 ноября 1991 | Союз за демократию и социальный прогресс                                                                                        | Премьер-министр фр. Premier Ministre                                                                                            | [ 50 ] [ 51 ] |
| 19 | | Бернардин Мунгул Диака (1933—1999) фр. Bernardin Mungul Diaka                                                                   | 1 ноября 1991 | 25 ноября 1991 | Демократическое объединение за республику                                                                                       | Премьер-министр фр. Premier Ministre                                                                                            | [ 52 ] [ 53 ] |
| 11 (II) | | Нгуза Карл-и-Бонд (1938—2003) фр. Nguza Karl-I-Bond                                                                             | 25 ноября 1991 | 15 августа 1992 | Союз независимых федералистов и республиканцев                                                                                  | Премьер-министр фр. Premier Ministre                                                                                            | [ 41 ] [ 42 ] |
| 18 (II) | | Этьен Чисекеди ва Мулумбу (1932—2017) фр. Étienne Tshisekedi wa Mulumba                                                         | 15 августа 1992 | 18 марта 1993 | Союз за демократию и социальный прогресс                                                                                        | Премьер-министр фр. Premier Ministre                                                                                            | [ 50 ] [ 51 ] |
| 20 | | Фостен Бириндва (1943—1999) фр. Faustin Birindwa                                                                                | 18 марта 1993 | 14 января 1994 | Союз за демократию и социальный прогресс                                                                                        | Премьер-министр фр. Premier Ministre                                                                                            | [ 52 ] [ 54 ] |
| 13 (III) | | Кенго ва Дондо (1935—) фр. Kengo wa Dondo                                                                                       | 6 июля 1994 | 2 апреля 1997 | Союз независимых демократов | Премьер-министр фр. Premier Ministre                                                                                            | [ 43 ] [ 45 ] |
| 18 (III) | | Этьен Чисекеди ва Мулумбу (1932—2017) фр. Étienne Tshisekedi wa Mulumba                                                         | 2 апреля 1997 | 9 апреля 1997 | Союз за демократию и социальный прогресс                                                                                        | Премьер-министр фр. Premier Ministre                                                                                            | [ 50 ] [ 51 ] |
| 21 | | Ликула Болонго (1939—) фр. Likulia Bolongo                                                                                      | 9 апреля 1997 | 16 мая 1997 | беспартийный | Премьер-министр фр. Premier Ministre                                                                                            | [ 52 ] [ 55 ] |

## Демократическая Республика Конго (с 1997)
17 мая 1997 года Альянс демократических сил за освобождение Конго-Заира вернул стране прежнее название — Демократическая Республика Конго (фр. République Démocratique du Congo). Пришедший к власти Лоран-Дезире Кабила сразу же удалил своих бывших союзников тутси из структур власти, санкционировал высылку из страны всех иностранных чиновников-тутси. Политика Кабилы привела к новой гражданской войне, в которую также были вовлечены граничащие с ДР Конго государства. В 2001 году в ходе войны Кабила был убит. Главой государства временно был назначен его сын — Жозеф. В 2003 году в ходе переговоров между правительством ДРК и оппозицией было достигнуто соглашение об урегулировании конголезского кризиса. Был установлен трёхлетний переходный период, завершившийся выборами президента и выборами в Национальное собрание на основе принятой на состоявшемся 18—19 декабря 2005 года референдуме новой конституции (обнародована 18 февраля 2006 года). Современный политический режим полу-официально именуется «Третья республика» (фр. La 3e république).
| | Портрет | Имя (годы жизни) | Полномочия | Полномочия | Партия | Кабинет | Наименование должности | Пр. |
| Начало | Портрет | Имя (годы жизни) | Окончание | | Партия | Кабинет | Наименование должности | Пр. |
| С 16 мая 1997 года по 30 декабря 2006 года — должность упразднена (правительство подчинено непосредственно президенту ДР Конго) | С 16 мая 1997 года по 30 декабря 2006 года — должность упразднена (правительство подчинено непосредственно президенту ДР Конго) | С 16 мая 1997 года по 30 декабря 2006 года — должность упразднена (правительство подчинено непосредственно президенту ДР Конго) | С 16 мая 1997 года по 30 декабря 2006 года — должность упразднена (правительство подчинено непосредственно президенту ДР Конго) | С 16 мая 1997 года по 30 декабря 2006 года — должность упразднена (правительство подчинено непосредственно президенту ДР Конго) | С 16 мая 1997 года по 30 декабря 2006 года — должность упразднена (правительство подчинено непосредственно президенту ДР Конго) | С 16 мая 1997 года по 30 декабря 2006 года — должность упразднена (правительство подчинено непосредственно президенту ДР Конго) | С 16 мая 1997 года по 30 декабря 2006 года — должность упразднена (правительство подчинено непосредственно президенту ДР Конго) | С 16 мая 1997 года по 30 декабря 2006 года — должность упразднена (правительство подчинено непосредственно президенту ДР Конго) |
| --- | --- | --- | --- | --- | --- | --- | --- | --- |
| 22 (I—II) | | Антуан Гизенга (1925—2019) фр. Antoine Gizenga                                                                                  | 30 декабря 2006 | 25 ноября 2007 | Объединённая лумумбистская партия                                                                                               | Гизенга (I) | Премьер-министр фр. Premier Ministre                                                                                            | [ 57 ] |
| 22 (I—II) | 25 ноября 2007 | Антуан Гизенга (1925—2019) фр. Antoine Gizenga                                                                                  | 10 октября 2008 | Гизенга (II) | Объединённая лумумбистская партия                                                                                               | | Премьер-министр фр. Premier Ministre                                                                                            | [ 57 ] |
| 23 (I—III) | | Адольф Музито (1957—) фр. Adolphe Muzito                                                                                        | 10 октября 2008 | 19 февраля 2010 | Объединённая лумумбистская партия                                                                                               | Музито (I) | Премьер-министр фр. Premier Ministre                                                                                            | [ 58 ] |
| 23 (I—III) | 19 февраля 2010 | Адольф Музито (1957—) фр. Adolphe Muzito                                                                                        | 11 сентября 2011 | Музито (II) | Объединённая лумумбистская партия                                                                                               | | Премьер-министр фр. Premier Ministre                                                                                            | [ 58 ] |
| 23 (I—III) | 11 сентября 2011 | Адольф Музито (1957—) фр. Adolphe Muzito                                                                                        | 6 марта 2012 | Музито (III) | Объединённая лумумбистская партия                                                                                               | | Премьер-министр фр. Premier Ministre                                                                                            | [ 58 ] |
| и. о. | | Луи Кояжало (1947—2014) фр. Louis Koyagialo                                                                                     | 6 марта 2012 | Музито (III) | 18 апреля 2012 | Народная партия реконструкции и демократии                                                                                      | Премьер-министр фр. Premier Ministre                                                                                            | [ 59 ] |
| 24 (I—II) | | Огюстен Матата Поньо Мапон (1964—) фр. Augustin Matata Ponyo Mapon                                                              | 18 апреля 2012 | 7 декабря 2014 | Матата (I) | Народная партия реконструкции и демократии                                                                                      | Премьер-министр фр. Premier Ministre                                                                                            | [ 60 ] |
| 24 (I—II) | 7 декабря 2014 | Огюстен Матата Поньо Мапон (1964—) фр. Augustin Matata Ponyo Mapon                                                              | 20 декабря 2016 | Матата (II) | | Народная партия реконструкции и демократии                                                                                      | Премьер-министр фр. Premier Ministre                                                                                            | [ 60 ] |
| 25 | | Сами Бадибанга Нтита (1962—) фр. Samy Badibanga Ntita                                                                           | 20 декабря 2016 | 18 мая 2017 | беспартийный | Бадибанга | Премьер-министр фр. Premier Ministre                                                                                            | [ 61 ] |
| 26 | | Брюно Чибала Нзензе (1956—) фр. Bruno Tshibala Nzenze                                                                           | 18 мая 2017 | 7 сентября 2019 | Союз за демократию и социальный прогресс                                                                                        | Чибала | Премьер-министр фр. Premier Ministre                                                                                            | [ 62 ] |
| 27 | | Сильвестр Илунга Илункамба (1947—) фр. Sylvestre Ilunga Ilunkamba                                                               | 7 сентября 2019 | 27 апреля 2021 | Народная партия реконструкции и демократии                                                                                      | Илунга | Премьер-министр фр. Premier Ministre                                                                                            | [ 63 ] |
| 28 (I—II) | | Жан-Мишель Сама Луконде (1977—) фр. Jean-Michel Sama Lukonde                                                                    | 27 апреля 2021 | 24 марта 2023 | Будущее Конго | Луконде (I) | Премьер-министр фр. Premier Ministre                                                                                            | [ 64 ] |
| 28 (I—II) | 24 марта 2023 | Жан-Мишель Сама Луконде (1977—) фр. Jean-Michel Sama Lukonde                                                                    | 12 июня 2024 | Луконде (II) | Будущее Конго | | Премьер-министр фр. Premier Ministre                                                                                            | [ 64 ] |
| 29 | | Джудит Суминва Тулука (1967—) фр. Judith Suminwa Tuluka                                                                         | 12 июня 2024 | действующий | Союз за демократию и социальный прогресс                                                                                        | Суминва | Премьер-министр фр. Premier Ministre                                                                                            | [ 65 ] |